# Weihmichl
Weihmichl är en kommun och ort i Landkreis Landshut i Regierungsbezirk Niederbayern i förbundslandet Bayern i Tyskland.
Kommunen ingår i kommunalförbundet Furth tillsammans med kommunerna Furth och Obersüßbach.